# سیارک ۸۳۱۰
سیارک ۸۳۱۰ (به انگلیسی: 8310 Seelos، نامگذاری:1996PL2) هشت هزار و سیصد و دهمین سیارک کشف شده‌است که در ۹ اوت ۱۹۹۶ کشف شد.
قدر مطلق سیارک برابر ۱۴٫۵۰ است.